# Якір Петро Йонович
Петро Йонович Якір (20 січня 1923, Київ — 14 листопада 1982, Москва) — радянський історик, дисидент, учасник правозахисного руху.

## Життєпис
Батьки — воєначальник Якір Йона Еммануїлович та Якір Сарра Лазарівна (уроджена Ортенберґ 1900—1971).
Після страти Й. Е. Якіра 1937 року за звинуваченням в участі у військово-фашистській, антирадянській змові його дружину з сином вислали в Астрахань. Тут Петра заарештували за звинуваченням в «організації кінної банди» та Особлива нарада НКВС засудила його до 5 років ув'язнення як «соціально-небезпечний елемент». Його спровадили в колонію для малолітніх злочинців, де він пробув до 1942. Частину терміну Якір провів у колонії в місті Нижня Тура Свердловської області.
Пізніше призваний в армію, де за знання німецької мови був спрямований у фронтову розвідку.
У 1944 Якіра знову заарештували і 10 лютого 1945 засудили на 8 років ув'язнення за звинуваченням у контрреволюційній пропаганді та розголошенні державної таємниці. Термін відбував у Каргопольлазі (1945—1948), у Воркутлазі (1948—1953) і у Красноярському краї. Звільнившись у 1953, ще два роки пропрацював у місцевому ліспромгоспі. В 1955 був реабілітований та оселився в Москві.
З настанням «хрущовської відлиги» для Петра Якіра відкрилися нові можливості. В 1957 він був прийнятий в Московський історико-архівний інститут. Закінчивши виш у 1962, він отримав роботу в Інституті історії АН СРСР, навчався там само в аспірантурі, працював над дисертацією, присвяченій Червоній Армії, брав участь у складанні збірника «Командарм Якір» (1963), у якому опублікував свої дитячі спогади про батька.
Починаючи з 1966, Якір спільно з іншими дисидентами виступив із різкою критикою курсу брежнєвського партійного керівництва на поступове згортання десталінізації та відхід від демократичних норм суспільного і політичного життя. Восени того року він підписав петицію у Верховну Раду РРФСР, у якій висловлював протест змінам у законодавстві, що обмежували свободу слова та зборів. 1967 року став одним з авторів листа до ЦК КПРС проти реабілітації Сталіна. У січні 1968 Петро Якір, Юлій Кім і Ілля Габай підписали звернення «До діячів науки, культури, мистецтва» з протестом проти ресталінізації та переслідування інакодумців. В 1969 — 1972 роках на квартирі Якіра проводили зустрічі правозахисників.
У лютому 1969 Якір написав «Листа в ЦК КПРС і в редакцію журналу „Більшовик“», у якому звинуватив Сталіна у порушеннях радянського кримінального законодавства. На 90-річчя з дня народження Сталіна (21 грудня 1969) брав участь у демонстрації протесту на Красній площі.
20 травня 1969 Петро Якір і Віктор Красін створили Ініціативну групу із захисту людських прав в СРСР, яка надіслала звернення в Раду ООН з людських прав.
У 1970 Петро Якір, Андрій Амальрік і Володимир Буковський дали інтерв'ю іноземному кореспондентові, яке було показано по американському телебаченню. Петро Якір брав участь у підготовці випусків «Хроніки поточних подій».
1972 року в Лондоні вийшла його книжка спогадів «Дитинство у в'язниці». 14 січня 1972 у Якіра провели обшук, під час якого вилучено документи самвидаву та правозахисні матеріали.
Після обговорення в Політбюро ЦК КПРС 21 червня 1972 Якіра заарештували. Віктора Красіна також було заарештовано. Слідство в їхній справі тривало чотирнадцять місяців, причому і Якір, і Красін активно співпрацювали зі слідством. Згодом вони пояснили це тим, що намагалися уникнути розстрілу за ст. 64 КК РРФСР («зрада Батьківщини»). 27 серпня — 1 вересня 1973 в Москві відбувся суд, на якому обидва підсудні визнали себе винними в антирадянській агітації та заявили про своє каяття. Їх засудили до 3 років ув'язнення і 3 років заслання кожного. 5 вересня 1973 Якір і Красін публічно каялися на пресконференції, на якій були присутні іноземні журналісти; фрагменти пресконференції було показано по телебаченню.
28 вересня 1973 Верховний суд РРФСР зменшив Якіру та Красіну терміни позбавлення волі до вже відбутого, після чого Якіра заслано в Рязань.
У 1974 Указом Президії Верховної Ради Якіру дозволили повернутися до Москви, після чого він більше не брав участи у громадській діяльності.
У своїх мемуарах «58 з половиною, або Записки табірного недоумка» Валерій Фрід передбачає активну співпрацю Петра Якіра з НКВС. Про це також згадував Д. В. Затонський.
Петро Якір загинув 14 листопада 1982 в Москві внаслідок нещасного випадку, похований поруч із могилою матері та кенотафом батька на Введенському кладовищі.
Родичі Петра Якіра:
- чоловік дочки, Ірини Петрівни Якір (1948—1999), — Юлій Черсанович Кім, відомий автор-виконавець пісень.
- чоловік сестри матері, Емілії Лазарівни Ортенберґ (1888—1937), — комкор Ілля Іванович Гарькавий.

## Книги
- Командарм Якір. Спогади друзів та соратників. Укладачі П. І. Якір та Ю. А. Геллер. — М.: Воениздат, 1963.
- A Childhood in Prison (Дитинство у в'язниці: мемуари Петра Якіра)./Передмова Юлія Телесіна. — L.: Macmillan, 1972.
- A Childhood in Prison. — N. Y.: Coward, McCann & Geoghegan, 1973.